# S-adenosil omocisteina
La S-adenosil omocisteina (SAH) è un coenzima coinvolto nel trasferimento di gruppi metile (un processo definito metilazione). Si forma per demetilazione della S-adenosil metionina.